# Liste der Kulturdenkmale in Kiel-Holtenau
In der Liste der Kulturdenkmale in Kiel-Holtenau sind alle Kulturdenkmale des Stadtteils Holtenau der schleswig-holsteinischen Landeshauptstadt Kiel aufgelistet (Stand: 10. März 2025).
Die Bodendenkmale sind in der Liste der Bodendenkmale in Kiel aufgeführt.

## Legende
In den Spalten befinden sich folgende Informationen:
- Objekt-ID: die Nummer des Kulturdenkmales
- Lage: die Adresse des Kulturdenkmales und die geographischen Koordinaten. Kartenansicht, um Koordinaten zu setzen. In der Kartenansicht sind Kulturdenkmale ohne Koordinaten mit einem roten Marker dargestellt und können in der Karte gesetzt werden. Kulturdenkmale ohne Bild sind mit einem blauen Marker gekennzeichnet, Kulturdenkmale mit Bild mit einem grünen Marker.
- Offizielle Bezeichnung: Bezeichnung des Kulturdenkmales
- Beschreibung: die Beschreibung des Kulturdenkmales
- Bild: ein Bild des Kulturdenkmales

## Sachgesamtheiten
| Objekt-ID | Lage | Offizielle Bezeichnung                 | Beschreibung | Bild            |
| --------- | --- | -------------------------------------- | --- | --------------- |
| 23989     | Grimmstraße 14, 14-37, 16-20, 22, 29, 31-35, 37 (54° 22′ 17″ N, 10° 8′ 58″ O)                                                              | ehem. Luftwaffensiedlung               | ehem. Luftwaffensiedlung; 1934–37 Ernst Stoffers, 1937–38 Ernst Prinz; platzartige Situation aus zwei sich gegenüberliegenden langgestreckten Mehrfachwohnhäusern, an den Seiten enger gerückte Wohnbauten, aus Typenentwurf entwickelte sparsam ornamentierte Backsteinbauten mit Walm- bzw. Satteldächern, fließende Vorgartenflächen mit niedrigen Mauern - Begründung: geschichtlich, künstlerisch, städtebaulich - Schutzumfang: Wohnhausgruppe Grimmstraße 14, 16-20, 22, 29, 31-35, 37, Freiflächen Grimmstraße 14-37 | BW              |
| 23996     | Kanalstraße 57, 59a, 59, 61-65, 67a-b, 67, Kanalstraße (54° 22′ 10″ N, 10° 8′ 58″ O)                                                       | Kanalpackhaus                          | Aktualisierung vorgesehen - Begründung: geschichtlich, städtebaulich - Schutzumfang: Kanalpackhaus (Kanalstraße 61-65), zwei ehem. Kanalbedienstetenwohnhäuser (Kanalstraße 57, 67), ehem. Zollhaus (Kanalstraße 59), ehem. Treidelscheune (Kanalstraße 67 a-b), ehem. Stall für Treidelpferde (Kanalstraße 59 a), Obelisk von 1784 (Kanalstraße) | Fotos hochladen |
| 52946     | Kastanienallee 1, 3-5, 7-9, 15-17, 19-21, 25-27, Hayßenstraße 1, Richterstraße 1, 2, Richthofenstraße 21 (54° 22′ 20″ N, 10° 8′ 37″ O)     | Siedlung des Kanalbauvereins           | Siedlung des Kanalbauvereins; 1902-1907, Baugeschäft Nörenberg & Feddersen; im Auftrag des Bauvereins für den Kaiser-Wilhelm-Kanal angelegte Wohnsiedlung aus freistehenden, gereihten Doppelwohnhäusern, eingeschossige Backsteinbauten mit Zwerchhäusern nach Typenentwürfen und einem zweigeschossigen Wohnhaus mit Laden - Begründung: geschichtlich, wissenschaftlich, städtebaulich - Schutzumfang: ehem. Kaufhaus des Kanalbauvereins (Hayßenstraße 1), Doppelhaushälfte (Kastanienallee 1), Doppelwohnhäuser (Kastanienallee 3-5, 7-9,15-17, 19-21, 25-27), Doppelhaushälften (Richterstraße 1, 2, Richthofenstraße 21) | BW              |
| 40533     | Königstraße 27-29, 31-33, 35-37, 39-41, Kanalstraße 47, 48-49, 50, Kastanienallee 37-39, Lindenweg 5-7, 9-11 (54° 22′ 12″ N, 10° 8′ 48″ O) | ehem. Dienstwohngebäude des Kanalamtes | Ehemalige Dienstwohngebäude des Kanalamtes; 1895, 1908–16, 1925; am Hang oberhalb der Holtenauer Kanalschleuse gelegene Gruppe von repräsentativen Doppelwohnhäusern, eingeschossige freistehende Backsteinbauten auf hohen Sockeln mit Satteldächern in Traufstellung mit flügelartigen Seitenrisaliten und eigenen Giebeln, aufwändige zeittypische Backsteingliederungen, zugehörige freistehende Wirtschaftsgebäude; Dienstwohnhaus für den Hafenkapitän an der Kanalstraße in kompakterer Bauform; Wohnhaus des Oberschleusenmeisters von 1925 in moderaten Formen des Heimatschutzes - Begründung: geschichtlich, wissenschaftlich, städtebaulich, Kulturlandschaft prägend - Schutzumfang: ehem. Wohnhaus des Oberschleusenmeisters (Kanalstraße 47), ehem. Dienstwohngebäude des Kanalamtes (Kanalstraße 48-49), ehem. Dienstwohnhaus des Hafenkapitäns (Kanalstraße 50), ehem. Dienstwohngebäude des Kanalamtes mit Wirtschaftsgebäuden (Kastanienallee 37-39, Königstraße 27-29, 35-37, 39-41, Lindenweg 5-7), ehem. Dienstwohngebäude des Kanalamtes (Königstraße 31-33), ehem. Dienstwohngebäude des Kanalamtes mit westl. Wirtschaftsgebäude und östl. Wirtschaftsgebäude (Lindenweg 9-11)        | BW              |
| 48633     | Schleuseninsel 2, 10, 32, 34, 43, Maklerstraße 1, Schleuseninsel (54° 22′ 3″ N, 10° 8′ 32″ O)                                              | Kanalschleuse Kiel-Holtenau            | Kanalschleuse Kiel-Holtenau; ab 1894; zweigeteilte Schleuseninsel mit zwei Schleusenanlagen: ältere, kleine Schleuse mit Stemmtoren von 1894, jüngere, größere Schleuse 1914 fertiggestellt; auf der Insel kaiserzeitliche sowie teilweise jüngere Gebäude und technische Bauwerke in Backstein: Nordinsel mit repräsentativen Hafenamt von 1895 und kleinem ehem. Laden, Südinsel mit Pegelturm, Maschinenhaus (Kraftwerk), Betriebsgebäude des Bauhofes und Kanalsteurerhaus; nördlich der Insel zum Festland Auslassbauwerk/Entwässerungssiel; zwei Kaiserwappen von der Levensauer Hochbrücke - Begründung: geschichtlich, wissenschaftlich, künstlerisch, städtebaulich, technisch, Kulturlandschaft prägend - Schutzumfang: Schleuseninsel, Große Schleuse, Kleine Schleuse, Pegelturm, Auslassbauwerk / Entwässerungssiel, Kaiserwappen (Schleuseninsel); ehem. Kaiserliches Hafenamt (Wasser- und Schiffahrtsamt) (Schleuseninsel 2); Gebäude 10 / ehem. kleiner Laden (Schleuseninsel 10); Maschinenhaus (Kraftwerk) (Schleuseninsel 32); Betriebsgebäude 34 / Bauhof (Schleuseninsel 34); Gebäude 43 / Kanalsteurerhaus (Schleuseninsel 43); Kaiserwappen der Levensauer Hochbrücke (Maklerstraße 1) | BW              |
| 15045     | Eekbrook 15, Holtenauer Reede 40, Strandstraße u. a. (54° 22′ 34″ N, 10° 9′ 24″ O)                                                         | Marine-Fliegerhorst Holtenau           | Marine-Fliegerhorst Holtenau; 1913, 1934–38, 1970er Jahre; weiträumig angelegter Militärkomplex zwischen Förde und Flughafen, Stabs- und Unterkunftsgebäude sowie ein Turmhaus in Formen des Heimatstiles aus der Zeit um 1913/14, aus den 1930er Jahren Offizierskasino und Offiziersledigenheim sowie zahlreiche technische Gebäude (Hangar, Feuerwehr, Werkstätten, Sporthalle, Bunker, Schießstand), aus der 2. Hälfte des 20. Jhs. eine Flugzeugwartehalle in Beton-Bogenbinderkonstruktion; bewaldete Freiflächen und Stadion - Begründung: geschichtlich, künstlerisch, städtebaulich, technisch - Schutzumfang: ehem. Stabsgebäude (nördlich), ehem. Stabsgebäude mit Hangtreppe (südlich), Flugzeug-Wartungshalle, Werkstatthalle Nordkaserne, Kfz-Wartungshalle, Mannschaftsheim, Feuerwehr mit Schlauchturm, ehem. Unterkunftsgebäude, Turmhaus mit Flakplattform, Sporthalle, Kfz-Wartungshalle/Werkstattgebäude, Flugzeug-Wartungshalle West, Stadion mit Treppen (Schusterkrug 25, Strandstraße); ehem. Offiziersledigenheim, Offiziersheim, Schießstand mit Kugelfang (Eekbrook 15); Außenanlagen (Schusterkrug 25, Strandstraße, Eekbrook 15); ehem. Luftschutzbunker (Holtenauer Reede 40)    | BW              |

## Mehrheit von baulichen Anlagen
| Objekt-ID | Lage                                                 | Offizielle Bezeichnung                  | Beschreibung | Bild |
| --------- | ---------------------------------------------------- | --------------------------------------- | --- | ---- |
| 49791     | Kanalstraße 20, 21 (54° 22′ 11″ N, 10° 8′ 7″ O)      | Wohnhäuser Kanalstraße 20-21            | Kanalstraße 20-21; 1911-1939, Baugeschäft Göttsch&Untiedt/Büro Stoffers; geschlossene Baugruppe zweier zweigeschossiger Backsteinhäuser unter Mansarddach, Straßenfronten durch Risalite und Schaugiebel ausgezeichnet - Begründung: geschichtlich, städtebaulich - Schutzumfang: Wohnhäuser Kanalstraße 20, 21                                  | BW   |
| 49792     | Kanalstraße 41, 42, 43 (54° 22′ 11″ N, 10° 8′ 35″ O) | Baugruppe Kanalstraße 41-43             | Kanalstraße 41-43; 1909-1927/28; Gruppe von drei verputzten Wohn- und Geschäftshäusern in geschlossener Bauweise, drei bis viergeschossig, die Mittelachse der Fronten durch Giebel und Risalite betont - Begründung: geschichtlich, städtebaulich - Schutzumfang: Wohn- und Geschäftshäuser Kanalstraße 41, 42; Mietwohnungshaus Kanalstraße 43 | BW   |
| 11834     | Königstraße 10, 12, 14 (54° 22′ 14″ N, 10° 8′ 33″ O) | Lotsenwohnhäuser Königstraße 10, 12, 14 | Lotsenwohnhäuser; 1937, Architekt Hermann Müller; eingeschossige giebelständige Backsteinbauten mit steilen Satteldächern, verbindende Torbogen- und Garagenelemente, Backsteineinfriedungen - Begründung: geschichtlich, städtebaulich - Schutzumfang: Lotsenwohnhäuser mit Einfriedungen (Königstraße 10, 12, 14)                              | BW   |

## Bauliche Anlagen und Gründenkmale
| Objekt-ID     | Lage                                                  | Offizielle Bezeichnung                                   | Beschreibung | Bild                             |
| ------------- | ----------------------------------------------------- | -------------------------------------------------------- | --- | -------------------------------- |
| 9380          | Eekbrook 15 (54° 22′ 34″ N, 10° 9′ 21″ O)             | Marine-Fliegerhorst: Offiziersheim (38)                  | Offiziersheim; 1935; zweigeschossiger, mehrgliedriger Klinkerbau mit Walmdächern, an Ostseite ein halbrund abschließender Saalbau mit umlaufender Terrasse, qualitätvoller Bauschmuck, Innengliederung und wandfeste Innenausstattung erhalten - Begründung: geschichtlich, künstlerisch, städtebaulich - Schutzumfang: gesamtes Objekt - Denkmaltyp: Bauliche Anlage, Sachgesamtheit: Marine-Fliegerhorst Holtenau                                                                  | Fotos hochladen                  |
| 12215         | Eekbrook 15 (54° 22′ 37″ N, 10° 9′ 18″ O)             | ehem. Offiziersledigenheim                               | ehem. Offiziersledigenheim; 1935; ein- und in Hanglage zweigeschossiger Backsteinbau auf L-förmigem Grundriss mit Natursteinsockel und Satteldächern. Winkelbau mit Terrasse und Freitreppe - Begründung: geschichtlich, städtebaulich - Schutzumfang: gesamtes Objekt - Denkmaltyp: Bauliche Anlage, Sachgesamtheit: Marine-Fliegerhorst Holtenau | BW                               |
| 2688          | Friedrichsruher Weg 111 (54° 23′ 36″ N, 10° 8′ 47″ O) | Fachhallenhaus                                           | Alteintragung (Aktualisierung vorgesehen) - Begründung: Alteintragung (Aktualisierung vorgesehen) - Schutzumfang: Alteintragung (Aktualisierung vorgesehen) - Denkmaltyp: Bauliche Anlage | Fotos hochladen                  |
| 1883 Wikidata | Grimmstraße 39 (54° 22′ 18″ N, 10° 9′ 2″ O)           | Dankeskirche mit Ausstattung                             | Alteintragung (Aktualisierung vorgesehen) - Begründung: geschichtlich, künstlerisch, städtebaulich - Schutzumfang: Alteintragung (Aktualisierung vorgesehen) - Denkmaltyp: Bauliche Anlage | weitere Fotos \| Fotos hochladen |
| 7086 Wikidata | Holtenauer Reede 30 (54° 22′ 16″ N, 10° 9′ 22″ O)     | Seebadeanstalt Holtenau                                  | Alteintragung (Aktualisierung vorgesehen) - Begründung: Alteintragung (Aktualisierung vorgesehen) - Schutzumfang: Alteintragung (Aktualisierung vorgesehen) - Denkmaltyp: Bauliche Anlage | weitere Fotos \| Fotos hochladen |
| 39727         | Holtenauer Reede 40 (54° 22′ 23″ N, 10° 9′ 25″ O)     | Tonnenhof Kiel: ehem. Luftschutzbunker                   | ehem. Luftschutzbunker; 1930er Jahre; kleiner halb eingetiefter Schutzraum mit Sichtbetondecke und kleinem Beobachtungsturm - Begründung: geschichtlich, städtebaulich - Schutzumfang: gesamtes Objekt - Denkmaltyp: Bauliche Anlage, Sachgesamtheit: Marine-Fliegerhorst Holtenau | BW                               |
| 48307         | Kanalstraße 17 (54° 22′ 9″ N, 10° 8′ 3″ O)            | Wohnhaus                                                 | Wohnhaus; 1907; eingeschossiger Putzbau unter ausgebautem Satteldach, Mittelrisalit unter Schopfwalmdach mit Zierfachwerk im Obergeschoss - Begründung: geschichtlich, künstlerisch, städtebaulich - Schutzumfang: gesamtes Objekt - Denkmaltyp: Bauliche Anlage | BW                               |
| 1614          | Kanalstraße 55 (54° 22′ 9″ N, 10° 8′ 54″ O)           | Einfamilienhaus                                          | Alteintragung (Aktualisierung vorgesehen) - Begründung: Alteintragung (Aktualisierung vorgesehen) - Schutzumfang: Alteintragung (Aktualisierung vorgesehen) - Denkmaltyp: Bauliche Anlage | Fotos hochladen                  |
| 1611          | Kanalstraße 57 (54° 22′ 9″ N, 10° 8′ 56″ O)           | ehem. Kanalbedienstetenwohnhaus                          | Alteintragung (Aktualisierung vorgesehen) - Begründung: Alteintragung (Aktualisierung vorgesehen) - Schutzumfang: Alteintragung (Aktualisierung vorgesehen) - Denkmaltyp: Bauliche Anlage, Sachgesamtheit: Kanalpackhaus | Fotos hochladen                  |
| 1304          | Kanalstraße 59 a (54° 22′ 10″ N, 10° 8′ 58″ O)        | ehem. Stall für Treidelpferde                            | Alteintragung (Aktualisierung vorgesehen) - Begründung: Alteintragung (Aktualisierung vorgesehen) - Schutzumfang: Alteintragung (Aktualisierung vorgesehen) - Denkmaltyp: Bauliche Anlage, Sachgesamtheit: Kanalpackhaus | Fotos hochladen                  |
| 2425          | Kanalstraße 59 (54° 22′ 10″ N, 10° 8′ 57″ O)          | ehem. Zollhaus                                           | Alteintragung (Aktualisierung vorgesehen) - Begründung: Alteintragung (Aktualisierung vorgesehen) - Schutzumfang: Alteintragung (Aktualisierung vorgesehen) - Denkmaltyp: Bauliche Anlage, Sachgesamtheit: Kanalpackhaus | Fotos hochladen                  |
| 3211          | Kanalstraße 61 – 65 (54° 22′ 10″ N, 10° 9′ 1″ O)      | Kanalpackhaus                                            | nach Erbauung 1783/84 bis 1978 als Speicher genutzt, seit 1982/83 Wohnnutzung; Alteintragung (Aktualisierung vorgesehen) - Begründung: Alteintragung (Aktualisierung vorgesehen) - Schutzumfang: Alteintragung (Aktualisierung vorgesehen) - Denkmaltyp: Bauliche Anlage, Sachgesamtheit: Kanalpackhaus | Fotos hochladen                  |
| 2635          | Kanalstraße 67 a–b (54° 22′ 14″ N, 10° 9′ 10″ O)      | ehem. Treidelscheune                                     | Alteintragung (Aktualisierung vorgesehen) - Begründung: Alteintragung (Aktualisierung vorgesehen) - Schutzumfang: Alteintragung (Aktualisierung vorgesehen) - Denkmaltyp: Bauliche Anlage, Sachgesamtheit: Kanalpackhaus | Fotos hochladen                  |
| 44            | Kanalstraße 67 (54° 22′ 11″ N, 10° 9′ 6″ O)           | ehem. Kanalbedienstetenwohnhaus                          | Alteintragung (Aktualisierung vorgesehen) - Begründung: Alteintragung (Aktualisierung vorgesehen) - Schutzumfang: Alteintragung (Aktualisierung vorgesehen) - Denkmaltyp: Bauliche Anlage, Sachgesamtheit: Kanalpackhaus | Fotos hochladen                  |
| 11349         | Kanalstraße 70 (54° 22′ 11″ N, 10° 9′ 10″ O)          | ehem. Dienstvilla des Kanalinspektors                    | Alteintragung (Aktualisierung vorgesehen) - Begründung: Alteintragung (Aktualisierung vorgesehen) - Schutzumfang: Alteintragung (Aktualisierung vorgesehen) - Denkmaltyp: Bauliche Anlage | Fotos hochladen                  |
| 9440          | Kanalstraße 77 (54° 22′ 12″ N, 10° 9′ 11″ O)          | ehem. Lotsenhaus                                         | Alteintragung (Aktualisierung vorgesehen) - Begründung: Alteintragung (Aktualisierung vorgesehen) - Schutzumfang: Alteintragung (Aktualisierung vorgesehen) - Denkmaltyp: Bauliche Anlage | Fotos hochladen                  |
| 19191         | Kanalstraße (54° 22′ 12″ N, 10° 8′ 17″ O)             | Platanenallee                                            | Alteintragung (Aktualisierung vorgesehen) - Begründung: geschichtlich, städtebaulich - Schutzumfang: gesamtes Objekt - Denkmaltyp: Gründenkmal | Fotos hochladen                  |
| 1612          | Kanalstraße (54° 22′ 9″ N, 10° 9′ 1″ O)               | Obelisk von 1784                                         | Die Inschrift lautet: "PATRIA ET POPULO" (lat.: für Vaterland und Volk); markiert zusammen mit dem Leuchtfeuer auf der Wiker Nordmole von 1895 die Einfahrt zum Kanal; Alteintragung (Aktualisierung vorgesehen) - Begründung: Alteintragung (Aktualisierung vorgesehen) - Schutzumfang: Alteintragung (Aktualisierung vorgesehen) - Denkmaltyp: Bauliche Anlage, Sachgesamtheit: Kanalpackhaus                                                                                      | weitere Fotos \| Fotos hochladen |
| 11738         | Kastanienallee 8 (54° 22′ 20″ N, 10° 8′ 34″ O)        | Wohnhaus                                                 | Wohnhaus; 1929, Architekt Ernst Stoffers; freistehender zweigeschossiger Putzbau in Hanglage, optisch wirksamer hoher Feldsteinsockel, Putzfassaden mit sachlicher Gliederung, geschweiftes Walmdach mit Überstand, rundbogiger Mitteleingang im halbrund hervortretenden Treppenhausturm - Begründung: geschichtlich, künstlerisch, städtebaulich - Schutzumfang: Wohnhaus - Denkmaltyp: Bauliche Anlage                                                                            | BW                               |
| 8489          | Königstraße 1 (54° 22′ 16″ N, 10° 8′ 27″ O)           | ehem. Altenteilerkate                                    | ehem. Altenteilerkate; um 1800; traufständiger Fachwerkbau mit reetgedecktem Walmdach - Begründung: geschichtlich, städtebaulich, Kulturlandschaft prägend - Schutzumfang: gesamtes Objekt - Denkmaltyp: Bauliche Anlage | Fotos hochladen                  |
| 12107         | Richthofenstraße 38 (54° 22′ 20″ N, 10° 8′ 13″ O)     | Wohnhaus                                                 | Wohnhaus; 1935, Architekt Gustav Pries; zweigeschossiger Backsteinbau auf Feldsteinsockel, Mansarddach mit zwei großen Zwerchhäusern, Hauptfassade mit Mitteleingang, symmetrisch angeordnete Altane - Begründung: geschichtlich, künstlerisch, städtebaulich - Schutzumfang: Wohnhaus, Einfriedung - Denkmaltyp: Bauliche Anlage | BW                               |
| 9675          | Richthofenstraße 53 (54° 22′ 18″ N, 10° 8′ 10″ O)     | Fachhallenhaus                                           | Alteintragung (Aktualisierung vorgesehen) - Begründung: geschichtlich, wissenschaftlich, städtebaulich, Kulturlandschaft prägend - Schutzumfang: gesamtes Objekt - Denkmaltyp: Bauliche Anlage | Fotos hochladen                  |
| 9351          | Schleuseninsel 2 (54° 22′ 2″ N, 10° 8′ 35″ O)         | ehem. Kaiserliches Hafenamt (Wasser- und Schiffahrtsamt) | ehem. Kaiserliches Hafenamt (Wasser- und Schifffahrtsamt); 1895, Kaiserliche Kanalkommission; zweigeschossiger Backsteinbau unter Walm- und Satteldächern, übergiebelte Seitenrisalite, Front nach Süden mit rechtsseitigem Haupteingang unter Altan, Ziergliederung durch Blenden und Säulen. - Begründung: geschichtlich, wissenschaftlich, künstlerisch, städtebaulich - Schutzumfang: gesamtes Objekt - Denkmaltyp: Bauliche Anlage, Sachgesamtheit: Kanalschleuse Kiel-Holtenau | Fotos hochladen                  |
| 12351         | Schleuseninsel 32 (54° 22′ 2″ N, 10° 8′ 35″ O)        | Maschinenhaus (Kraftwerk)                                | Maschinenhaus (Kraftwerk); um 1895, Kaiserliche Kanalkommission; Backsteinbau mit Blendengliederung unter Walmdach, dreigeschossiger, blockhafter Akkumulatorenturm, rückwärtig Kesselhaus und Pumpenraum - Begründung: geschichtlich, städtebaulich, technisch - Schutzumfang: gesamtes Objekt - Denkmaltyp: Bauliche Anlage, Sachgesamtheit: Kanalschleuse Kiel-Holtenau | BW                               |
| 12348         | Schleuseninsel (54° 22′ 5″ N, 10° 8′ 31″ O)           | Kleine Schleuse                                          | Kleine Schleuse; 1894, Kaiserliche Kanal-Kommission; Schleusenanlage mit zwei Kammern, die Wände in Ziegeln und Granitquadern ausgeführt, Inschriftentafel - Begründung: geschichtlich, städtebaulich, technisch, Kulturlandschaft prägend - Schutzumfang: gesamtes Objekt - Denkmaltyp: Bauliche Anlage, Sachgesamtheit: Kanalschleuse Kiel-Holtenau | BW                               |
| 12349         | Schleuseninsel (54° 21′ 57″ N, 10° 8′ 32″ O)          | Große Schleuse                                           | Große Schleuse; 1908/14, Bauamt des Kanalamtes Kiel-Holtenau; Schleusenanlage mit zwei Kammern, die Wände in Ziegeln und Granitquadern ausgeführt, Inschriftentafel - Begründung: geschichtlich, städtebaulich, technisch, Kulturlandschaft prägend - Schutzumfang: gesamtes Objekt - Denkmaltyp: Bauliche Anlage, Sachgesamtheit: Kanalschleuse Kiel-Holtenau | BW                               |
| 12350         | Schleuseninsel (54° 22′ 3″ N, 10° 8′ 31″ O)           | Pegelturm                                                | Pegelturm; um 1895, Umbau 1914, Kaiserliche Kanal-Kommission; viereckiger Backsteinturm unter Pyramidendach, heute Uhrenturm - Begründung: geschichtlich, städtebaulich, technisch, Kulturlandschaft prägend - Schutzumfang: gesamtes Objekt - Denkmaltyp: Bauliche Anlage, Sachgesamtheit: Kanalschleuse Kiel-Holtenau | BW                               |
| 22555         | Schleuseninsel (54° 22′ 10″ N, 10° 8′ 33″ O)          | Auslassbauwerk / Entwässerungssiel                       | Auslassbauwerk/Entwässerungssiel; 1913, Bauamt V Kiel-Wik; aus Backsteinen aufgemauertes Gewölbesiel mit zwei Kammern, Stemmtore aus Eisen - Begründung: geschichtlich, städtebaulich, technisch, Kulturlandschaft prägend - Schutzumfang: gesamtes Objekt - Denkmaltyp: Bauliche Anlage, Sachgesamtheit: Kanalschleuse Kiel-Holtenau | BW                               |
| 22561         | Schleuseninsel (54° 22′ 3″ N, 10° 8′ 33″ O)           | Kaiserwappen                                             | Kaiserwappen; 1893/94; rechteckiges Sandsteinrelief mit eingezogenem, Ädikula-artigen Abschluss, bekrönter Adler mit preußischem Wappenschild auf der Brust - Begründung: geschichtlich, künstlerisch - Schutzumfang: gesamtes Objekt - Denkmaltyp: Bauliche Anlage, Sachgesamtheit: Kanalschleuse Kiel-Holtenau | BW                               |
| 12211         | Strandstraße u. a. (54° 22′ 42″ N, 10° 9′ 25″ O)      | Feuerwehr mit Schlauchturm                               | ehem. Feuerwehr mit Schlauchturm; Kernbau von 1934/38; zweigeschossiger Klinkerbau mit Sattel- und Walmdach sowie dreigeschossigem flach gedecktem Schlauchturm, Backsteinornamentik an Fenstereinfassungen und Traufe - Begründung: geschichtlich, städtebaulich - Schutzumfang: gesamtes Objekt - Denkmaltyp: Bauliche Anlage, Sachgesamtheit: Marine-Fliegerhorst Holtenau | BW                               |
| 12217         | Strandstraße u. a. (54° 22′ 24″ N, 10° 9′ 23″ O)      | ehem. Unterkunftsgebäude                                 | ehem. Unterkunftsgebäude; 1914; langgestreckter eingeschossiger Backsteinbau mit Walmdach und Gauben, eingefasst von zwei zweigeschossigen Kopfbauten mit eigenen Satteldächern; bauzeitliche Innengliederung in Einzelwohnungen - Begründung: geschichtlich, städtebaulich - Schutzumfang: gesamtes Objekt - Denkmaltyp: Bauliche Anlage, Sachgesamtheit: Marine-Fliegerhorst Holtenau                                                                                              | BW                               |
| 12219         | Strandstraße u. a. (54° 22′ 22″ N, 10° 9′ 20″ O)      | Turmhaus mit Flakplattform                               | Turmhaus mit Flakplattform; 1914, 1935/36; turmartiger viergeschossiger Backsteinbau, Nutungen und Eckrustizierungen, Pyramidendach 1935/36 durch Flakgeschützplattform ersetzt; Außentreppe rückseitig; seitlich anschließend weitere Flakplattform - Begründung: geschichtlich, städtebaulich - Schutzumfang: gesamtes Objekt - Denkmaltyp: Bauliche Anlage, Sachgesamtheit: Marine-Fliegerhorst Holtenau                                                                          | BW                               |
| 12220         | Strandstraße u. a. (54° 22′ 24″ N, 10° 9′ 16″ O)      | ehem. Stabsgebäude                                       | ehem. Stabsgebäude; 1914; eingeschossiger Backsteinbau in Formen des Heimatstils, übergiebelte Kopfbauten, schlichte Fassaden teils mit Eckrustiken, Sattel- und Walmdächer, wandfeste Innenausstattung erhalten - Begründung: geschichtlich, städtebaulich - Schutzumfang: gesamtes Objekt - Denkmaltyp: Bauliche Anlage, Sachgesamtheit: Marine-Fliegerhorst Holtenau | BW                               |
| 12221         | Strandstraße u. a. (54° 22′ 23″ N, 10° 9′ 15″ O)      | ehem. Stabsgebäude                                       | ehem. Stabsgebäude; 1914; zweigeschossiger Backsteinbau in Formen des Heimatstils, übergiebelte Kopfbauten, schlichte Fassaden teils mit Eckrustiken, Sattel- und Walmdächer, barockisierende Portalssituation, wandfeste Innenausstattung erhalten - Begründung: geschichtlich, städtebaulich - Schutzumfang: ehem. Stabsgebäude, Hangtreppe - Denkmaltyp: Bauliche Anlage, Sachgesamtheit: Marine-Fliegerhorst Holtenau                                                            | BW                               |
| 38340         | Strandstraße u. a. (54° 22′ 52″ N, 10° 9′ 24″ O)      | Flugzeug-Wartungshalle                                   | Flugzeugwartungshalle; 1970er Jahre; frei gespannte Beton-Bogenbinderkonstruktion, Außenverkleidung Trapezblech, umlaufendes Oberlicht, sehr flach geneigtes Satteldach - Begründung: geschichtlich, städtebaulich, technisch - Schutzumfang: gesamtes Objekt - Denkmaltyp: Bauliche Anlage, Sachgesamtheit: Marine-Fliegerhorst Holtenau | BW                               |
| 51735         | Strandstraße u. a. (54° 22′ 27″ N, 10° 9′ 14″ O)      | Außenanlagen                                             | Außenanlagen des Marine-Fliegerhorstes Holtenau; 17.-20. Jh.; historisches Waldgebiet ͣVoßbrook͞ seit 17. Jh. belegt, mit Stadion und Schießstand aus den 1930er Jahren - Begründung: geschichtlich, wissenschaftlich, städtebaulich, Kulturlandschaft prägend - Schutzumfang: gesamtes Objekt - Denkmaltyp: Gründenkmal, Sachgesamtheit: Marine-Fliegerhorst Holtenau | BW                               |
| 22314         | Tiessenkai 7 (54° 22′ 9″ N, 10° 9′ 2″ O)              | ehem. Kontorhaus                                         | Alteintragung (Aktualisierung vorgesehen) - Begründung: Alteintragung (Aktualisierung vorgesehen) - Schutzumfang: Alteintragung (Aktualisierung vorgesehen) - Denkmaltyp: Bauliche Anlage | Fotos hochladen                  |
| 2164          | Tiessenkai 8 (54° 22′ 9″ N, 10° 9′ 3″ O)              | ehem. Schiffsmaklerkontorhaus                            | Alteintragung (Aktualisierung vorgesehen) - Begründung: Alteintragung (Aktualisierung vorgesehen) - Schutzumfang: Alteintragung (Aktualisierung vorgesehen) - Denkmaltyp: Bauliche Anlage | Fotos hochladen                  |
| 22315         | Tiessenkai 9 (54° 22′ 9″ N, 10° 9′ 4″ O)              | ehem. Kontorhaus                                         | Alteintragung (Aktualisierung vorgesehen); In den Räumen des ehemaligen Schiffsausrüsters, der dem Tiessenkai seinen Namen gab, befindet sich heute ein Café. - Begründung: Alteintragung (Aktualisierung vorgesehen) - Schutzumfang: Alteintragung (Aktualisierung vorgesehen) - Denkmaltyp: Bauliche Anlage | Fotos hochladen                  |
| 22316         | Tiessenkai 10 (54° 22′ 9″ N, 10° 9′ 5″ O)             | ehem. Kontorhaus                                         | Alteintragung (Aktualisierung vorgesehen) - Begründung: Alteintragung (Aktualisierung vorgesehen) - Schutzumfang: Alteintragung (Aktualisierung vorgesehen) - Denkmaltyp: Bauliche Anlage | Fotos hochladen                  |
| 22317         | Tiessenkai 11 (54° 22′ 9″ N, 10° 9′ 6″ O)             | ehem. Kontorhaus                                         | Alteintragung (Aktualisierung vorgesehen) - Begründung: Alteintragung (Aktualisierung vorgesehen) - Schutzumfang: Alteintragung (Aktualisierung vorgesehen) - Denkmaltyp: Bauliche Anlage | Fotos hochladen                  |
| 1613 Wikidata | Tiessenkai 18 (54° 22′ 9″ N, 10° 9′ 8″ O)             | Leuchtturm                                               | Alteintragung (Aktualisierung vorgesehen) - Begründung: Alteintragung (Aktualisierung vorgesehen) - Schutzumfang: Alteintragung (Aktualisierung vorgesehen) - Denkmaltyp: Bauliche Anlage | weitere Fotos \| Fotos hochladen |

## Quelle
- Liste der Kulturdenkmale in Schleswig-Holstein – Landeshauptstadt Kiel (PDF)

- Karte mit allen Koordinaten:
- OSM |
- WikiMap